# Mastrus intermedius
Mastrus intermedius är en stekelart som först beskrevs av Cresson 1872.  Mastrus intermedius ingår i släktet Mastrus och familjen brokparasitsteklar. Inga underarter finns listade i Catalogue of Life.